# Лавровки (деревня)
Лавровки — деревня в Дмитровском районе Московской области, в составе сельского поселения Костинское. Население — 4 чел. (2010). В 1929—1939 годах Лавровки были центром Лавровского сельсовета. В 1994—2006 годах Лавровки входили в состав Костинского сельского округа.
19 ноября (ст. стиль) 1734 года в сельце Лавровки в Радонежи и Бели стану Московского уезда (8 верстах от села Ассаурово) комнатному стольнику Ивану Петрову (сына Матюшкина) было получено разрешение на постройку церкви Тихвинской иконы Божией Матери с кладбищем. В 1736 году церковь была освящена. Штат церкви состоял из попа, дьяка и пономаря. Около 1856 года церковь переносится в Костино.

## Расположение
Деревня расположена в юго-восточной части района, примерно в 12 км на юго-восток от Дмитрова, на левом берегу реки Хаусовки (левый приток Яхромы), высота центра над уровнем моря 175 м. Ближайшие населённые пункты — посёлок Лавровки на противоположном берегу реки, Горки на востоке и Труневки на юго-востоке.

## Население
| 2002 | 2006 | 2010 |
| ---- | ---- | ---- |
| 8    | →8   | ↘4   |